# Kurt Hesse
Kurt Hesse (* 6. Dezember 1894 in Kiel; † 19. Januar 1976 in Bad Homburg vor der Höhe) war ein deutscher Offizier, Militärschriftsteller und Ökonom.
Hesse wurde Anfang der 1920er Jahre durch verschiedene Publikationen, insbesondere durch seine Schrift Der Feldherr Psychologos. Ein Suchen nach dem Führer der deutschen Zukunft (1922), bekannt. Darin versuchte er, Lehren aus der angeblich mangelnden Führung und unzureichenden Kriegspropaganda des Ersten Weltkrieges zu ziehen, um einen kommenden Krieg gewinnen zu können. Der Name, den er sich dadurch machte, ebnete ihm in der Zeit des Nationalsozialismus den Weg zu einer einflussreichen Stellung innerhalb der Wehrmachtpropaganda.
Nach Beginn des Zweiten Weltkrieges leitete Hesse ab Herbst 1939 die Abteilung Heerespropaganda innerhalb der Amtsgruppe für Wehrmachtpropaganda des Oberkommandos der Wehrmacht (OKW). Zudem war er an der Friedrich-Wilhelms-Universität Berlin Dozent für Kriegsgeschichte, ab 1940 als außerplanmäßiger Professor. Seine Funktion als Leiter der Abteilung Heerespropaganda musste er im März 1941 nach einem Konflikt mit Propagandaminister Joseph Goebbels abgeben. Er wurde in sein früheres Amt als Referent der Heeresbildungsinspektion (HBI) beim Oberkommando des Heeres (OKH) zurückversetzt und erreichte im Oktober 1941 seinen höchsten Dienstgrad, den eines Obersten.
Nach dem Krieg leitete Hesse von 1949 bis 1951 ein Referat in Ludwig Erhards Wirtschaftsministerium. Danach war er Dozent für Wirtschaftswissenschaften, erst an der Akademie für Welthandel in Frankfurt, dann an der Universität Marburg, die ihn zum Honorarprofessor für ausländische Wirtschaftsfragen ernannte. Hier lehrte und publizierte er insbesondere zur wirtschaftlichen Situation der Entwicklungsländer und zur Entwicklungshilfe. Hesse hatte von den 1920er bis in die 1960er Jahre Einfluss auf die geistige Orientierung des Offiziersnachwuchses in Reichswehr, Wehrmacht und der Bundeswehr, in der er sich aber nicht gegen Generäle wie Wolf von Baudissin durchsetzen konnte, die eine demokratische Orientierung nach dem Prinzip der Inneren Führung vertraten.

## Leben

### Ausbildung, Erster Weltkrieg, Zwischenkriegszeit, publizistisches Wirken
Kurt Hesse war der Sohn des Architekten Walter Hesse und dessen Ehefrau Emma, geborene Mooshake. Er besuchte humanistische Gymnasien in Magdeburg, Berlin und Potsdam. Nach dem Ablegen der Abiturprüfung 1913 trat er in die Preußische Armee ein und nahm ab August 1914 als Leutnant im Grenadier-Regiment „König Friedrich I.“ (4. Ostpreußisches) Nr. 5 in Ostpreußen am Ersten Weltkrieg teil. Die in der Schlacht bei Gumbinnen erlebte Panik von Einheiten des XVII. Armee-Korps soll die Motivation für seine spätere Tätigkeit als Militärschriftsteller geschaffen haben. Ab Herbst 1915 nahm er an den Kämpfen in Frankreich an der Somme, der Vimy-Höhe, der Siegfriedlinie, bei St. Quentin und an der Arrasfront sowie in Flandern teil. Später war er Kompanieführer sowie Regimentsadjutant unter dem Kommandeur Oberstleutnant Erwin von Witzleben. Bis Kriegsende wurde Hesse mehrfach verwundet und erwarb hohe militärische Auszeichnungen, darunter das Eiserne Kreuz I. und II. Klasse, den Hohenzollerschen Hausorden mit Schwertern und aufgrund seiner fünf im Krieg erlittenen Verwundungen das Goldene Verwundetenabzeichen. Im September 1917 wurde er zum Oberleutnant befördert.
Nach dem Krieg blieb Hesse im Militärdienst und studierte von 1921 bis 1924 als Angehöriger der Reichswehr Volkswirtschaft, Geschichte und Philosophie an der Friedrich-Wilhelms-Universität Berlin, wo er 1924 mit einer Studie zu den militärischen Rüstungen der europäischen Mächte promoviert wurde. Schon ab Kriegsende und später parallel zu seinem Studium publizierte er militärpolitische Schriften in hoher Auflage. Darin beschwor er Klaus Naumann zufolge das Leitbild des „politischen Soldaten“. Erreicht werde sollte ein Selbstverständnis vom „Soldatenberuf“, das über die unpolitischen Kompetenzen des Planers und Gefechtskundigen in Uniform hinausging, ein „neuer Soldat“, der im Zentrum der Schnittstelle von deutschem Staat, Reich und Nation steht. Hesse gehörte zu den Begründern und langjährigen Mitarbeitern der von 1920 bis 1944 bestehenden Militärfachzeitschrift Wissen und Wehr. Dort schrieb er zu Themen wie Technik und Waffenwirkung, Kriegswirtschaft und wehrpsychologischen Fragen. Er war Mitglied der diese Zeitschrift herausgebenden Deutschen Gesellschaft für Wehrpolitik und Wehrwissenschaften, in deren Rahmen er sich mit Untersuchungen moralischer und ökonomischer Probleme moderner Kriegführung profilierte.

#### SchriftenFeldherr PsychologosundVon der nahen Ära der „Jungen Armee“
Sein 1922 erschienener Band Der Feldherr Psychologos. Ein Suchen nach dem Führer der deutschen Zukunft gilt als prototypischer Versuch, aus der angeblich mangelnden Führung und unzureichenden Kriegspropaganda des Ersten Weltkrieges Lehren zu ziehen, um einen kommenden Krieg zu gewinnen. Dieses Werk sicherte ihm später eine einflussreiche Stellung innerhalb der Wehrmachtpropaganda. Darin beschwor Hesse die Notwendigkeit eines „Führers“, um die psychischen Ressourcen der Soldaten zu bündeln. In Anlehnung an Gustave Le Bons Hauptwerk Psychologie der Massen sowie Carl von Clausewitz’ Lehren und eigenen wehrpsychologischen Überlegungen versuchte er, die Bedeutung psychologischer Faktoren für den idealen militärischen Führer und dessen Verbindung zur „Masse“ zu bestimmen. Hesse schrieb: 

„Er ist der Führer; ihm jubelt jeder zu; ihm gehorcht auch ein jeder. Und warum? Weil er eine eigentümliche Gewalt ausübt: Er ist ein Herrscher der Seelen. Und darum nennt man ihn auch den Feldherrn Psychologos.“

Wilhelm Deist, langjähriger leitender Historiker am Militärgeschichtlichen Forschungsamt, betont, neben der „visionären […] zutreffenden Charakterisierung der künftigen Entwicklung“ sei „bemerkenswert, wie bei Hesse das zunächst ganz auf den Soldaten, die Armee bezogene Problem der Motivation und Disziplin eine die Nation umfassende Lösung erfährt“. Hesse erachte in dieser Schrift „eine[n] charismatischen Führer des Volkes“ als entscheidende Größe für die aus seiner Sicht notwendige Militarisierung von Nation und Gesellschaft, die für eine Erfolg versprechende Kriegführung erforderlich sei. Letztlich habe im Nationalsozialismus dann der „‚Führer‘ die Funktion des Feldherrn Psychologos [übernommen], wie Hesse sie charakterisiert hatte“.
Im Juli 1924 schied Hesse für ein Jahr aus dem Militär aus, um zunächst zusammen mit dem späteren Widerstandskämpfer Henning von Tresckow eine Weltreise zu machen. Zudem wollte er sich mehr auf die Publikation seiner Militärschriften konzentrieren. In seinen Memoiren Der Geist von Potsdam schreibt Hesse, über diese unvergessliche gemeinsame Weltreise hinaus sei er mit von Tresckow freundschaftlich, mit großer gegenseitiger Hochachtung verbunden gewesen.
In seiner Schrift Von der nahen Ära der „Jungen Armee“ (1925) proklamierte Hesse eine Reform der Armee auf dem Gebiet der Erziehung, Bildung und Ausbildung. Diese solle sich zum einen stärker vom Pazifismus absetzen, der als „zersetzend“ entschieden zu bekämpfen sei. Zum anderen solle eine Erneuerung der Wehrpädagogik durch Fokussierung auf die herausragende Bedeutung des militärischen Kampfes angestrebt werden. Hesse entfaltete hier das Bild eines den „Wehrgedanken“ als „politische Weltanschauung“ vertretenden „Berufssoldatentums“, das begreifen müsse, dass Kriege „heute nicht mehr alleine eine Sache des operativ-technischen Denkens“ seien, sondern mit an der „Heimatfront“, der Verbindung von Soldaten und Volk, entschieden würden. Nach dem Historiker Wolfram Pyta hingegen steht nicht „kritikloser Glaube an das vermeintliche Genie militärischer Führer […] im Mittelpunkt der Analyse“, sondern die Förderung der „Persönlichkeitsbildung“ des Soldaten und dessen kognitiver Schulung im Zentrum dieser Schrift. Pyta bezieht sich dabei auf die darin enthaltene Forderung Hesses, es gehe darum „nicht nur kämpfen mit technischen Mitteln, auch darin denken“. Hesses Schriften wurden nicht nur viel gelesen und diskutiert, sondern auch in den einschlägigen Militärzeitschriften hoch gelobt und für das Standardwerk des Reichsarchivs über den Ersten Weltkrieg ausgewertet.
Der Militärpädagoge Claus von Rosen sieht Hesses Schriften nach dem Ersten Weltkrieg als Versuch einer „konservativen Revolution der Wehrpädagogik“ ganz im Sinne der Leitlinie des Wortführers dieser Konservativen Revolution, Moeller van den Bruck: „Konservativ ist, Dinge zu schaffen, die zu erhalten sich lohnt.“ Hesse habe dies insofern umgesetzt, als er versuchte, nicht nur das militärgeprägte Bürgertum für einen neuen Nationalismus zu gewinnen, sondern diesen neuen Nationalismus totalitär zu definieren. Ihm habe die Integration der „Masse“ in einer von einer starken Führung im Einklang mit dieser bestimmten Gesellschaft vorgeschwebt, bei der letztlich „das Schicksal von Staat und Gesellschaft in die Hände des Soldaten“ gelegt werden sollte. Ein „missionarisch-politischer Ansatz“, der nicht auf rationale Analyse gründete, sondern die Soldaten fit machen sollte im sozialdarwinistisch verstandenen „Völkerringen mit Krieg als positivem Kulturmoment“ und auf positive Affekte statt intentionales Lernen setzte, sei konstitutiv für Hesses wehrpädagogische Idee gewesen. Diese habe konsequent auf „Entmündigung und Vermassung“ abgezielt und letztlich zum „Volk in Waffen“ bis hin zum „letzten Aufgebot im Volkssturm des totalen Krieges“ geführt.
Der Historiker Ulrich Herbert verortet Hesse neben Friedrich von Bernhardi, Joachim von Stülpnagel und Max Schwarte unter den vier Militärs bzw. Militärschriftstellern, deren Interpretation des Ersten Weltkrieges maßgeblich für die Grundlegung der politischen und ideologischen Formierung des nationalsozialistischen Deutschlands in Richtung Kriegführung wurde. Aus dem Ersten Weltkrieg sollten keine Lehren für einen anzustrebenden Frieden gezogen werden, sondern er sollte „als Lehrmeister des nächsten Krieges fungieren“. Hesses Beitrag dazu war die Betonung der Bedeutung eines sowohl den politischen wie militärischen und ideologischen Bereich dominierenden Führers.

#### Rezeption bei Heeresleitung und militärische Laufbahn bis 1930
Der Chef der Heeresleitung Generaloberst Hans von Seeckt ließ sich von ihm vortragen, fand aber wenig Gefallen an Hesses Thesen. Sein Nachfolger Generaloberst Wilhelm Heye dagegen fragte bei Hesse sogar an, ob dieser seine Biografie schreiben wolle. 1928 wurde Hesse aufgefordert, das einleitende Grundsatzkapitel für den neuen Leitfaden für Unterricht und Erziehung im Heere zu verfassen, das von Seiten des Truppenamtes zwar gelobt wurde, vermutlich aber – wie aus Randnotizen zum Manuskript hervorgeht – wegen zu konservativer Ausrichtung einzelner Passagen letztlich nicht veröffentlicht wurde.
Seine militärische Laufbahn hatte Hesse nach der Publikation seiner Schrift Von der nahen Ära der „Jungen Armee“ im Sommer 1925 als Hauptmann und Kompaniechef der 5. Kompanie des Infanterieregiments 2 in Rastenburg fortgesetzt, ehe er 1928 zum dritten Jahr der Führergehilfenausbildung kommandiert wurde. Ein 1928 einsetzendes schweres Augenleiden machte eine Karriere als Truppen- oder Generalstabsoffizier jedoch unmöglich. Hesse wurde ab 1930 auf einer eigens für ihn bei der Heeresbildungsinspektion (HBI) geschaffenen Stelle geführt und lehrte an den Offiziersschulen des Heeres Kriegsgeschichte. Diese Funktion hatte er auch der Fürsprache von Generaloberst Heye zu verdanken.

### Während des Nationalsozialismus bis 1939

#### Wissenschaftliche Laufbahn
Trotz des Stopps seiner Karriere im engeren militärischen Sinne, etwa als Generalstabsoffizier, wurde Hesse 1933 zum Major a. D. befördert. Auf wissenschaftlicher Ebene habilitierte er sich 1934 an der Friedrich-Wilhelm-Universität in Berlin bei dem späteren Widerstandskämpfer Constantin von Dietze mit einer Arbeit über Die Wechselbeziehungen zwischen operativer und wirtschaftlicher Kriegführung, dargestellt an der Entwicklung der deutschen Ölwirtschaft von Sommer 1916 bis zum Herbst 1917, welche die Bedeutung der Erschließung der rumänischen Ölquellen thematisierte. Er wurde nun an der Berliner Universität Dozent für Kriegsgeschichte, ab 1940 als außerplanmäßiger Professor.

#### Referent Frießners in der Heeresbildungsinspektion
Parallel zu seiner Dozententätigkeit an der Universität Berlin arbeitete Hesse ab Mitte der 1930er Jahre bei der Heeresbildungsinspektion als Referent für das Schulwesen und die Schuloffiziere des Heeres. Hesse gilt neben seinem Chef Johannes Frießner als „zweite wesentliche Stütze der sich intensivierenden Heeresschulpolitik“ und beabsichtigte, noch vor dem Krieg eine Gesamtdarstellung zum Erziehungs- und Bildungswesen seit 1933 aus militärischer Sicht vorzulegen, die den Titel „Schule und Wissenschaft im Dienste der deutschen Landesverteidigung“ tragen und mit einem Kapitel über „die wehrgeistige Einflussnahme auf Schule und Wissenschaft“ beginnen sollte. Zu ihr kam es nicht mehr. Doch arbeitete er als wichtigster Mitarbeiter Frießners an dessen im Zentralorgan des Nationalsozialistischen Lehrerbundes (NSLB) Der Deutsche Erzieher 1939 publiziertem Beitrag Schule und Landesverteidigung mit, der als eine Art „Lehrplan“ angelegt war und eine Stärkung der schulischen Wehrerziehung forderte.

#### BestsellerMein Hauptmann

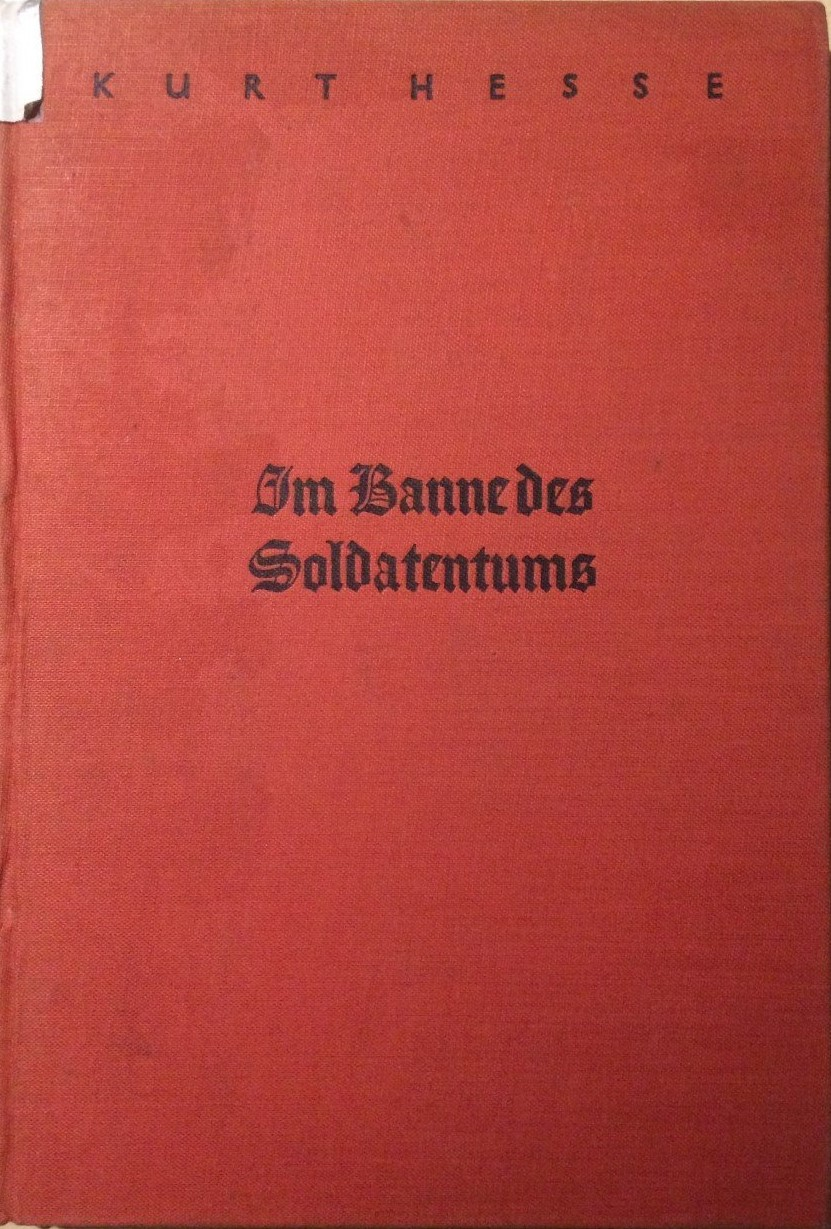
1934 erschienenes Buch Hesses Im Banne des Soldatentums

Er betätigte sich auch in den 1930er Jahren als Militärschriftsteller, als Autor von Werken, in denen die vom „Führer“ bestimmte „totale Wehrpflicht“ als Höhepunkt „preußisch-deutschen Soldatentums“ propagiert wurde. Als wirkungsmächtigste dieser Schriften gilt sein über 70.000 Mal verkaufter Erlebnisbericht Mein Hauptmann (1938). Er stellt darin seinen Weg vom eher naiven Leutnant, der noch mit gezogenem Säbel in die Schlacht gezogen sei, über den Kompanieführer bis zum Adjutanten seines Regimentskommandeurs Erwin von Witzleben dar. Eigenen Aussagen zufolge ging es ihm bei seiner Darstellung darum, „die militärische Jugend zu einfachsten Erkenntnissen zu bringen, d. h. sehen zu lassen, was Ehrbewußtsein des Offiziers, Treue im germanischen Sinne, soldatische Pflichtauffassung, äußere und innere Disziplin, Kameradschaft und anderes bedeuten“.

### Im Zweiten Weltkrieg

#### Chef der Abteilung Heerespropaganda
Im November 1939 wurde Hesse Chef der Abteilung Heerespropaganda in der Amtsgruppe Wehrmachtpropaganda des Oberkommandos der Wehrmacht. Mit Unterstützung des Oberbefehlshabers des Heeres, Generalfeldmarschall Walther von Brauchitsch, versuchte er, diese Abteilung zu einer eigenständigen, vom Oberkommando der Wehrmacht und Goebbels unabhängigen Propagandaabteilung zu machen. Diese Bestrebungen missfielen Goebbels und dem Chef der Amtsgruppe Wehrmachtpropaganda im OKW, Oberst Hasso von Wedel, ebenso die propagandistischen Bemühungen Hesses, von Brauchitsch nach dem Sieg gegen Frankreich 1940 zur bedeutendsten militärischen Heldenfigur der Wehrmacht hochzustilisieren. Der von Hesse herausgegebene und mitverfasste Band Über Schlachtfelder vorwärts! Mit dem siegreichen Heer durch Frankreich 1940 wurde noch 1940 mit einer Startauflage von 50.000 Exemplaren auf den Markt gebracht und erreichte bis 1943 eine Gesamtauflage von 235.000 Stück. Von Brauchitsch schrieb dazu ein Vorwort, in dem er den Band als „Veröffentlichung meiner Berichterstaffel“ autorisierte. In seinem einleitenden Beitrag stellte Hesse den Lesern von Brauchitsch als „überragende Persönlichkeit“ dar, in dessen militärische Führungsqualitäten sie nun durch die besondere Nähe der Brauchitsch begleitenden „Berichterstaffel“ einen exklusiven Einblick erhalten würden.
Insbesondere Goebbels betrieb die Abberufung Hesses, der von 1939 bis zum Frühjahr 1941 über großen Einfluss in der Wehrmacht- und NS-Propaganda verfügte. Hesse, der nicht Mitglied der NSDAP war, schrieb neben rund 70 Rundfunkberichten ca. 150 Artikel für den Völkischen Beobachter, großteils auf der Hauptseite platziert, so etwa am 25. Juli 1940 Die Kampfmaschine und der lebendige Mensch. Nach Angaben des amerikanischen Historikers Oron J. Hale war Hesse Nachfolger George Soldans als „militärische[r] Kommentator“ des Völkischen Beobachters, nachdem dessen Beiträge bei Hitler und der Militärzensur auf Ablehnung gestoßen waren. Zudem hielt Hesse im Oktober 1940 auf Goebbels’ Weimarer Dichtertreffen den Vortrag Der Beitrag des deutschen Schrifttums zur soldatisch-kämpferischen Leistung unserer Zeit, nachdem er schon im Juli 1940 eine sogenannte Dichterfahrt zu den Kampffeldern des siegreich beendeten Frankreich-Feldzugs begleitet und den Dichtern „das Hohelied des deutschen Soldatentums“ vorgetragen hatte. Der ehemalige Präsident der Reichsschrifttumskammer im NS-Kulturbetrieb Hans Friedrich Blunck lobte, neben Hesses Rednergabe, dessen „hervorragendes Wirken als Mittler zwischen Dichter und Soldat“.

#### Konflikt mit Goebbels und Tätigkeit bis Kriegsende
Anfang 1941 nutzte Goebbels jedoch einen Konflikt um den wesentlich von Hesse initiierten, als angebliche Dokumentation angelegten Heeresfilm Der Sieg im Westen, um ihn durch OKW-Chef Wilhelm Keitel von seiner Funktion als Leiter der Abteilung Heerespropaganda in der Amtsgruppe Wehrmachtpropaganda des OKW ablösen zu lassen. Hesse hatte für diesen mit Hilfe der OKH-Propagandatruppen gedrehten Film, der am 31. Januar in Berlin erstmals gezeigt wurde und danach in den Kinos große Zustimmung fand, die höchste Prädikatsauszeichnung gefordert und sein Unverständnis geäußert, dass statt dieses Filmes mit Bildern von der Front ein vorwiegend in Aufnahmestudios geschaffener Film wie Kampfgeschwader Lützow von Goebbels höchste Empfehlungen erhalten hatte. An diesem Tag versuchte Goebbels bei Hitlers Chefadjutanten Rudolf Schmundt durchzusetzen, dass Brauchitsch sich von Hesse trennte, Anfang März unterstellte er ihm sogar, öffentlich Zweifel an Hitlers militärischen Fähigkeiten zu lancieren. Am 20. März 1941 wurde Hesse von seiner Funktion entbunden und auf seine frühere Stelle im Heeresbildungswesen zurückversetzt.
Der Historiker Christoph Raichle bewertet die Involvierung von Hitlers Adjutant Schmundt, „Hitlers militärischem Sprachrohr“, in den Prozess der Ausschaltung Hesses als Indiz dafür, dass Hitler selbst die Ablösung Hesses favorisiert habe, da er verhindern wollte, dass Hesse „seinem Dienstherrn Brauchitsch neben Hitler einen Teil des militärischen Ruhms“ propagandistisch und öffentlichkeitswirksam zusprechen konnte. Hitler, so der Historiker Wolfram Pyta, habe zu dem Film, der mit Übersetzungen in über zwanzig Sprachen zu einem internationalen Erfolg wurde, primär wegen dessen „kalkulierte[n] Werbeeffekt[es] im Ausland“ pro Überlegenheit deutscher Waffentechnik und Führungskunst sein „Placet“ gegeben. Dafür habe er die Einschränkung seiner Rolle als alleiniger Feldherr in Kauf genommen, parallel dazu aber die Ablösung Hesses betrieben. Schon Hesses Artikel im Völkischen Beobachter zum Jahresende 1940, in dem er Hitlers Rolle auf die eines genuin politischen Führers reduziert habe, „dem wiederum“, so Hesse, „große Feldherrn zur Verfügung standen“, sei von Hitler als „Kriegserklärung“ aufgefasst worden, so dass er ab diesem Zeitpunkt die entsprechenden Hebel zur Ausschaltung Hesses in Bewegung setzte.
Im Februar 1941 wurde Hesses Theaterstück Der Weg nach Lowicz in Wuppertal und Guben uraufgeführt und danach von einer Reihe anderer Provinzbühnen gespielt. Nach Einschätzung Bogusław Drewniaks in dessen einschlägiger Studie zum Theater im NS-Staat bildet in dem Stück der angebliche „Leidensweg der Volksdeutschen“ in Polen den Hintergrund der sieben szenischen Bilder. Das Stück enthalte klare „antipolnische Tendenzen“, die Polen würden als die verantwortlichen Kriegstreiber im Sommer 1939 dargestellt.
Im Oktober 1941 wurde Hesse zum Oberst befördert und unternahm im Auftrag des Oberbefehlshabers des Heeres (OKH) Reisen zu den Heeresgruppen Mitte und Nord sowie nach Frankreich und Finnland. Im November 1942 wurde er zur Führerreserve des OKH versetzt mit Kommandierung zum Militärbefehlshaber Frankreich als Feldkommandant Nr. 751 des Départements Seine-et-Oise, Standort Saint-Cloud. Während dieser Zeit bei der Führerreserve des Heeres und beim Militärbefehlshaber in Frankreich erfolgten auch Sondierungsversuche seines „Habilitationsvaters“ Constantin von Dietze, inwieweit sich Hesse dem Widerstand gegen den Nationalsozialismus anschließen wolle. Hesse, auch nach dem Zerwürfnis mit Goebbels von Hitler überzeugt, ließ diese unbeachtet. Beim Rückzug war er ab August 1944 Führer einer provisorischen Kampfgruppe bei Bavay und geriet am 3. September 1944 bei Maubeuge in Kriegsgefangenschaft.

### Nachkriegszeit
Bei Kriegsende befand Hesse sich im Lager von Baltimore in amerikanischer Kriegsgefangenschaft. Wegen seines weiter zunehmenden Augenleidens stellte er den Antrag auf Repatriierung und wurde im Juli 1945 zunächst nach Coburg, später ins Lager Oberursel/Taunus überführt, wo er 1946 und 1947 bei der Operational History (German) Section der Historical Division der amerikanischen Streitkräfte an einer Darstellung der Wehrmachtpropaganda im Zweiten Weltkrieg arbeitete.
Aufgrund seiner massiven Kritik am Verhalten amerikanischer Soldaten im Krieg musste er diese kriegsgeschichtliche Abteilung der US-Armee verlassen. Seine bis Anfang 1947 zu Papier gebrachten 1100 Seiten zur Propaganda der Wehrmacht im Krieg wurden nie publiziert, dienten aber General Hasso von Wedel als eine der Grundlagen für dessen spätere Darstellung zu den Propagandatruppen der Wehrmacht. Hesse wurde nun von 1947 bis 1949 Mitarbeiter des Badischen Verlags.
Für die Verteidigung im Wilhelmstraßen-Prozess, dem Fall XI der Nürnberger Prozesse, erarbeitete Hesse eine Denkschrift zur Rolle der Industrie bei Hitlers Machtergreifung und trat als Zeuge auf. Für eine gemeinsame Aktion der in Nürnberg angeklagten Industriekonzerne, um die Verantwortung für die Kriegsschuld zurückzuweisen, wurde Hesses Entwurf aber als nicht passend angesehen.

#### Referatsleiter im Wirtschaftsministerium
Von 1949 bis 1951 war Hesse einer von fünf habilitierten Nationalökonomen in Ludwig Erhards Wirtschaftsministerium und leitete das Referat I A6 Wirtschaftspolitische Auswirkungen der Gesamtwirtschaftsprogramme. Er galt laut dem Historiker Bernhard Löffler als „rüstungswirtschaftlicher Experte“ des Ministeriums, der schon in seiner Habilitationsschrift 1934 die Möglichkeiten einer „‚gezielten Nutzbarmachung‘ der Ressourcen des ‚Feindlandes‘ thematisiert“ hatte und nun sowohl im Ministerium wie auch in Artikeln für die Zeitschrift Der Volkswirt für eine stärkere Berücksichtigung planwirtschaftlicher Elemente plädierte.
Die Geschichte des Zweiten Weltkrieges lehre, so Hesse 1950, dass die Ausnutzung potentieller Wirtschaftskraft der „einheitlichen Steuerung“ bedürfe. Nun stehe die „straffe Koordinierung aller Wirtschaftsbehörden des Bundes“ auf der Tagesordnung, und es müsse eine teilweise Revision der „bisherigen Politik der freien Marktwirtschaft, der Liberalisierung und der [europäischen] Integration“ in Betracht gezogen werden, die „mit einer gewissen Produktionsplanung, Rohstoffbewirtschaftung und Steuerung des Außenhandels“ zu verbinden sei. Noch Ende 1950 sprach sich Hesse in einer schriftlichen Stellungnahme an Minister Erhard gegen eine von den Vereinigten Staaten gewünschte verstärkte Einbindung des deutschen Wirtschaftspotentials für Aufrüstungs- und Verteidigungszwecke des Westens aus, sofern diese nicht mit den nationalen Erfordernissen abgestimmt sei.

#### Professor für Wirtschaftswissenschaften
Im zweiten Halbjahr 1951 kam es infolge eines Disziplinarverfahrens gegen Hesses Abteilungsleiter Günter Keiser zur Ablösung Keisers und weiterer leitender Mitarbeiter, darunter auch Helmut Meinhold und Kurt Hesse. Hesse wechselte danach an die Akademie für Welthandel in Frankfurt am Main. Er wurde zunächst Dozent, dann Vorsitzender dieser wirtschaftsnahen Ausbildungseinrichtung.
Im Jahre 1957 erhielt er an der Universität Marburg einen Lehrauftrag für Wirtschaftswissenschaften unter besonderer Berücksichtigung der Entwicklungsländer. 1963, im Alter von 69 Jahren, wurde er dort zum Honorarprofessor für ausländische Wirtschaftsfragen ernannt und blieb in dieser Funktion bis 1969. Hesse publizierte und hielt Vorträge zu Fragen der Entwicklungsländer und Entwicklungshilfe.

#### Positionierung zu Wiederbewaffnung und Bundeswehr
Parallel zu diesen Tätigkeiten positionierte sich Hesse im Hinblick auf die Wiederbewaffnung und die noch aufzubauende Bundeswehr Anfang der 1950er in der vom ehemaligen Major i. G. Adelbert Weinstein herausgegebenen Schrift Armee ohne Pathos – die deutsche Wiederbewaffnung im Urteil ehemaliger Soldaten (1951) als Vertreter der traditionalistischen Moderne, welche in der Militärausbildung die Verbindung von Methoden der „Kaserne alten Stils“ mit dem Ziel des „mitdenkende[n], verantwortungsfreudige[n] und im Sinne des Ganzen handelnde[n] Mann[s]“ anstrebte. Es gehe, so Hesse in einem dort veröffentlichten Gespräch mit dem späteren Wehrbeauftragten des Deutschen Bundestages, Vizeadmiral a. D. Hellmuth Heye, primär um das Ziel, einen Soldaten zu schaffen, der „gehorcht, ohne dass er des Befehls des Vorgesetzten bedarf“. Im ersten Heft der Wehrwissenschaftlichen Rundschau plädierte er für eine an Zusammenarbeit orientierte Aufgabenteilung von Soldatentum, Wirtschaft und Wissenschaft, wobei sich Wissenschaft und Wirtschaft, so Hesse, darüber klar sein müssten, dass „in den entscheidenden Stunden der geschichtlichen Entwicklung das Schicksal von Staat und Volk in den Händen von Soldaten liegt“.
Hesse geriet nach anfänglicher Kooperation in Konflikt mit Wolf Graf von Baudissin, dem Referenten für das innere Gefüge im Amt Blank, weil ihm dessen Konzept der Inneren Führung eine zu große Abkehr von Militärtraditionen bedeutete. Auch sein später Versuch, 1964 mittels Kontakten zu Spitzenpolitikern in Bund und Ländern Nachfolger von Heye als Wehrbeauftragter des Deutschen Bundestages zu werden und so maßgebenden Einfluss auf die Entwicklung der Bundeswehr zu nehmen, scheiterte. Gleichwohl unterhielt Hesse bis in die 1960er Jahre gute Kontakte zum Ausbildungswesen der Bundeswehr, die einige seiner frühen Schriften, darunter Der Feldherr Psychologos, als Schulungsmaterial für die Offiziersausbildung nutzte. Obwohl Hesses wehrpädagogische Ideen in wesentlichen Punkten diametral zur offiziellen Konzeption der Inneren Führung mit dem Leitbild eines „Staatsbürgers in Uniform“ standen, flossen Gedanken Hesses in Vorgaben der Bundeswehr für soldatisches Handeln ein. Claus von Rosen nennt mehrere Beispiele, darunter die Betonung von Kampf als positives Kulturmoment in der Heeresdienstvorschrift Truppenführung 1998. Danach „bewährt sich [soldatische Führung] vor allem im Kampf“.

#### SchriftDer Geist von Potsdamund letzte Lebensjahre
Hesse publizierte auch als Pensionär bis Anfang der 1970er Jahre, darunter 1967 seine Memoiren Der Geist von Potsdam. Diese Schrift sah er als sein Vermächtnis an die junge Generation. In ihr beschwor Hesse, so Claus von Rosen, eine Art „kategorischen Imperativ des Preußentums“. Wolfram Pyta hält Hesses Schrift für „quellenmäßig zuverlässige Erinnerungen“ eines nichtnationalsozialistischen Militärexperten, der schon 1940/41 vor allem mit der Gestaltung des Films Der Sieg im Westen „einen subversiven Gegendiskurs zum Feldherrnkult um Hitler“ zu verbreiten suchte. Zwar fand Hesses Werk großen Zuspruch, aber nicht bei der angestrebten Zielgruppe junger Menschen, sondern den Angehörigen seiner eigenen Generation. Nach Auffassung des Historikers Bodo Scheurig in der Wochenzeitung Die Zeit 1968 erreichte Hesse seine Zielgruppe nicht bzw. stellte seine Glorifizierung des Preußentums eben „keine Ermutigung für die Jugend“ dar, weil sein Werk keine Antworten auf essentielle Fragen enthielt, beispielsweise Probleme des Atomzeitalters oder des zweigeteilten Deutschland.
Nach seiner vollständigen Erblindung 1971 und einem Herzinfarkt im selben Jahr zog Hesse sich von allen öffentlichen Aktivitäten zurück. Im März 1972 verfasste er eine letzte siebenseitige Schrift mit dem Titel Eigene Lebensdaten und meine Entwicklung bestimmende Einflüsse, die er ausdrücklich mit dem Vermerk „Anhaltspunkte für eine eventuelle Würdigung meines Lebens“ versah. Diese und andere unveröffentlichte Schriften befinden sich heute in seinem Nachlass beim Bundesarchiv-Militärarchiv in Freiburg im Breisgau. Hesse reklamierte in diesem ausführlichen Lebenslauf „für drei Gebiete wichtige Anstöße gegeben zu haben: Militärpsychologie, Kriegswirtschaft und Entwicklungshilfe“. Zu seinen wichtigsten Schriften zählte er selbst neben seinen Memoiren, die er als eine Art persönliches Vermächtnis ansah, seine Bücher Der Feldherr Psychologos (1922), Wandlungen des Soldaten (1931) und Mein Hauptmann (1938). Hesse starb im Januar 1976 in Bad Homburg.

## Schriften (Auswahl)
- Irlands Schicksal, eine Warnung für Deutschland! Wie es uns ginge, wenn England siegte. Härtel, Leipzig 1918.
- Das Marne-Drama des 15. Juli 1918. Wahrheiten aus der Front. Mittler, Berlin 1919.
- Offizier und Mann. In: Wissen und Wehr. Nr. 1, 1920, S. 104–117.
- Der Feldherr Psychologos. Ein Suchen nach dem Führer der deutschen Zukunft. E. S. Mittler & Sohn, Berlin 1922.
- Der Triumph des Militarismus. Um Rüstung und Abrüstung. Mittler & Sohn, Berlin 1923, DNB 362273731 (Buchfassung der ein Jahr später angenommenen philosophischen Dissertation Universität Berlin 1924, 75 Seiten unter dem Titel: Die militärischen Rüstungen der europäischen Mächte nach dem Kriege unter finanziellen und volkswirtschaftlichen Gesichtspunkten, DNB 570337380).
- Der deutsche Infanterist. In: Wissen und Wehr. Nr. 1, 1924, S. 47–60.
- Von der nahen Ära der „Jungen Armee“. Mittler, Berlin 1925.
- Der Patrouillengänger und andere Erlebnisse aus dem Großen Kriege (= Vaterländische Volks- und Jugendbücher des Union-Verlags.). Union, Stuttgart 1930 (6. Auflage 1935).
- Wandlungen des Soldaten. Versuch einer Begründung des deutschen Berufssoldatentums Mittler, Berlin 1931.
- Im Banne des Soldatentums. Umriß der Geschichte des preußisch-deutschen Heeres seit 1653. Diesterweg, Frankfurt am Main 1934 (unter dem Titel Kleine Heeresgeschichte. Im Banne des Soldatentums. Mit einem Geleitwort des Reichskriegsministers Generalfeldmarschall von Blomberg 2. erweiterte Auflage 1938 und 3. Auflage 1942).
- Soldat und Vaterland. 3 Jahrhunderte deutschen Soldatentums bis zur Wehrmacht des Dritten Reiches in Wort und Bild. Klemm, Berlin-Grunewald 1935.
- Die Ersatzstoffwirtschaft als wesentliches Problem der Friedens- und Kriegswirtschaft. Ein Beitrag zur Theorie der Kriegswirtschaft (= Abhandlungen der Deutschen Gesellschaft für Wehrpolitik und Wehrwissenschaften; Folge 2, 1934/35, Nr. 13). Berlin 1935.
- Kriegführung und Kriegswirtschaft im Feindland. Lehren des Feldzuges in Rumänien 1916/17. Hanseatische Verlagsanstalt, Hamburg 1936.
- Die soldatische Tradition. Zeugnisse deutschen Soldatentums aus 5 Jahrhunderten. Diesterweg, Frankfurt a. M. 1936.
- Mein Hauptmann. Bildnis eines Soldaten. Deutscher Verlag, Berlin 1938 (noch im gleichen Jahr 41.–70. Tausend, siehe DNB 573783454).
- Achtzig Millionen kämpfen. Idee und Recht unseres Ringens. Deutscher Verlag, Berlin 1939.
- Die Feldherrn-Einheit Hindenburg-Ludendorff. In: Heerführer des Weltkrieges. Hrsg. von der Deutschen Gesellschaft für Wehrpolitik und Wehrwissenschaften. Mittler, Berlin 1939, S. 255–288.
- Der Weg nach Lowicz. Ein Schauspiel in 7 Bildern. Berlin 1940.
- Über Schlachtfelder vorwärts! Mit dem siegreichen Heer durch Frankreich 1940. Limpert, Berlin 1940 (Startauflage 1940: 50.000; 1941: 150.000–200.000).
- Wissenschaft, Wirtschaft und Wehrmacht. In: Wehrwissenschaftliche Rundschau. Nr. 6/7, 1951, S. 2–15.
- Ohne Tritt – Marsch! Ein Gespräch. In: Adalbert Weinstein (Hrsg.): Armee ohne Pathos – Die deutsche Wiederbewaffnung im Urteil ehemaliger Soldaten. Köllen, Bonn 1951, S. 84–107.
- Staat und Soldat. In: Wehrwissenschaftliche Rundschau. Nr. 3, 1951, S. 2–15.
- Wirtschaftswunder Südafrika. Ein politischer und wirtschaftlicher Querschnitt. Droste, Düsseldorf 1954.
- Möglichkeiten und Grenzen der Beeinflussung der eigenen Truppe. In: Wehrwissenschaftliche Rundschau. Nr. 3, 1958, S. 139–145.
- Entwicklungsländer und Entwicklungshilfen an der Wende des Kolonialzeitalters. Duncker & Humblot, Berlin 1962.
- Der Geist von Potsdam. Von Hase und Koehler, Mainz 1967.
- Japan als Wirtschaftsmacht und Handelspartner (= Schriftenreihe der Industrie- und Handelskammer Frankfurt am Main. Band 34). Industrie- und Handelskammer, Frankfurt am Main 1968.
- Der alte Soldat und die Bundeswehr. Geschichtsbewusstsein, Traditionspflege und demokratische Mitverantwortung. In: Wehrwissenschaftliche Rundschau. Nr. 11, 1968, S. 601–615.
- Das System der Entwicklungshilfen. Duncker & Humblot, Berlin 1969, ISBN 3-428-01953-9.
- Gedanken über militärische Führung und Automation. In: Rolf Elble (Hrsg.): Clausewitz in unserer Zeit. Ausblick nach 10 Jahren Clausewitz-Gesellschaft. Wehr- und Wissen-Verlagsgesellschaft, Darmstadt 1971, ISBN 978-3-8033-0208-3, S. 61–72.